# 安迪斯莱本
安迪斯莱本是德国图林根州的一个市镇。总面积6.81平方公里，总人口610人，其中男性327人，女性283人（2011年12月31日），人口密度90人/平方公里。